# Cade Cowell
Cade Cowell (Ceres, 14 ottobre 2003) è un calciatore statunitense, attaccante del Guadalajara e della nazionale statunitense.

## Biografia
Nato negli Stati Uniti, ha origini messicane tramite madre.

## Carriera

### Club

#### Gli inizi
Il 23 gennaio 2019 viene ingaggiato come Homegrown Player dal S.J. Earthquakes. Viene successivamente girato in prestito al Reno 1868 con cui esordisce l'8 giugno e realizzando la prima rete da professionista contro il San Antonio FC.

#### San Jose Earthquakes
Nella stagione successiva viene aggregato frequentemente in prima squadra e il 7 marzo 2020 esordisce in MLS subentrando all'inizio del secondo tempo contro il Minnesota Utd. Il 30 agosto successivo parte da titolare per la prima volta contro il LA Galaxy e realizza la prima rete nella massima serie statunitense.

#### Chivas Guadalajara
Il 16 gennaio 2024, Cowell si trasferisce al club messicano Guadalajara.

### Nazionale

#### Nazionali giovanili
Ha rappresentato le nazionali giovanili statunitensi Under-16, Under-17 e Under-20.
Il 10 maggio 2023, viene incluso da Mikey Varas nella rosa della nazionale Under-20 statunitense partecipante al Mondiale di categoria in Argentina.

#### Nazionale maggiore
Convocato per il training camp in vista della Gold Cup 2021, non viene inserito nella lista finale dei convocati. Il 18 dicembre 2021 ha esordito a 18 anni in nazionale maggiore in occasione dell'amichevole vinta 1-0 contro la Bosnia ed Erzegovina.
Convocato per la Gold Cup 2023, realizza il suo primo gol in nazionale nella sfida, valevole per il primo turno della competizione, vinta 6-0 contro Trinidad e Tobago.

## Statistiche
Statistiche aggiornate al 22 novembre 2024.
| Stagione                    | Squadra                     | Campionato                  | Campionato | Campionato | Coppe nazionali | Coppe nazionali | Coppe nazionali | Coppe continentali | Coppe continentali | Coppe continentali | Altre coppe | Altre coppe | Altre coppe | Totale | Totale |
| Stagione                    | Squadra                     | Comp                        | Pres       | Reti       | Comp            | Pres            | Reti            | Comp               | Pres               | Reti               | Comp        | Pres        | Reti        | Pres   | Reti   |
| --------------------------- | --------------------------- | --------------------------- | ---------- | ---------- | --------------- | --------------- | --------------- | ------------------ | ------------------ | ------------------ | ----------- | ----------- | ----------- | ------ | ------ |
| 2019                        | Reno 1868                   | USL                         | 4          | 1          | -               | -               | -               | -                  | -                  | -                  | -           | -           | -           | 4      | 1      |
| 2019                        | S.J. Earthquakes            | MLS                         | 0          | 0          | USOC            | 1               | 0               | -                  | -                  | -                  | -           | -           | -           | 1      | 0      |
| 2020                        | S.J. Earthquakes            | MLS                         | 16+1       | 1          | -               | -               | -               | -                  | -                  | -                  | MiB         | 2           | 0           | 19     | 1      |
| 2021                        | S.J. Earthquakes            | MLS                         | 33         | 5          | -               | -               | -               | -                  | -                  | -                  | -           | -           | -           | 33     | 5      |
| 2022                        | S.J. Earthquakes            | MLS                         | 31         | 3          | USOC            | 3               | 2               | -                  | -                  | -                  | -           | -           | -           | 34     | 5      |
| 2023                        | S.J. Earthquakes            | MLS                         | 23+1       | 1          | USOC            | 1               | 0               | -                  | -                  | -                  | LC          | 2           | 0           | 27     | 1      |
| Totale San Jose Earthquakes | Totale San Jose Earthquakes | Totale San Jose Earthquakes | 103+2      | 10         |                 | 5               | 2               |                    | -                  | -                  |             | 4           | 0           | 114    | 12     |
| gen.-giu. 2024              | Guadalajara                 | LMX                         | 14+4       | 1          | -               | -               | -               | CCC                | 4                  | 3                  | LC          | 2           | 1           | 24     | 5      |
| 2024-2025                   | Guadalajara                 | LMX                         | 12+1       | 5          | -               | -               | -               | CCC                | -                  | -                  | LC          | -           | -           | 13     | 5      |
| Totale Guadalajara          | Totale Guadalajara          | Totale Guadalajara          | 26+5       | 6          |                 | -               | -               |                    | 4                  | 3                  |             | 2           | 1           | 37     | 10     |
| Totale carriera             | Totale carriera             | Totale carriera             | 140        | 17         |                 | 5               | 2               |                    | 4                  | 3                  |             | 6           | 1           | 155    | 23     |

### Cronologia presenze e reti in nazionale
| Cronologia completa delle presenze e delle reti in nazionale ― Stati Uniti | Cronologia completa delle presenze e delle reti in nazionale ― Stati Uniti | Cronologia completa delle presenze e delle reti in nazionale ― Stati Uniti | Cronologia completa delle presenze e delle reti in nazionale ― Stati Uniti | Cronologia completa delle presenze e delle reti in nazionale ― Stati Uniti | Cronologia completa delle presenze e delle reti in nazionale ― Stati Uniti | Cronologia completa delle presenze e delle reti in nazionale ― Stati Uniti | Cronologia completa delle presenze e delle reti in nazionale ― Stati Uniti |
| Data                                                                       | Città                                                                      | In casa                                                                    | Risultato                                                                  | Ospiti                                                                     | Competizione                                                               | Reti                                                                       | Note                                                                       |
| -------------------------------------------------------------------------- | -------------------------------------------------------------------------- | -------------------------------------------------------------------------- | -------------------------------------------------------------------------- | -------------------------------------------------------------------------- | -------------------------------------------------------------------------- | -------------------------------------------------------------------------- | -------------------------------------------------------------------------- |
| 18-12-2021                                                                 | Los Angeles                                                                | Stati Uniti                                                                | 1 – 0                                                                      | Bosnia ed Erzegovina                                                       | Amichevole                                                                 | -                                                                          | 78’                                                                        |
| 26-1-2023                                                                  | Los Angeles                                                                | Stati Uniti                                                                | 1 – 2                                                                      | Serbia                                                                     | Amichevole                                                                 | -                                                                          | 73’                                                                        |
| 19-4-2023                                                                  | Glendale                                                                   | Stati Uniti                                                                | 1 – 1                                                                      | Messico                                                                    | Amichevole                                                                 | -                                                                          | 64’                                                                        |
| 24-6-2023                                                                  | Chicago                                                                    | Stati Uniti                                                                | 1 – 1                                                                      | Giamaica                                                                   | Gold Cup 2023 - 1º turno                                                   | -                                                                          | 46’                                                                        |
| 28-6-2023                                                                  | Saint Louis                                                                | Saint Kitts e Nevis                                                        | 0 – 6                                                                      | Stati Uniti                                                                | Gold Cup 2023 - 1º turno                                                   | -                                                                          | 68’                                                                        |
| 2-7-2023                                                                   | Charlotte                                                                  | Stati Uniti                                                                | 6 – 0                                                                      | Trinidad e Tobago                                                          | Gold Cup 2023 - 1º turno                                                   | 1                                                                          | 61’                                                                        |
| 9-7-2023                                                                   | Cincinnati                                                                 | Stati Uniti                                                                | 2 – 2 dts (3 – 2 dtr)                                                      | Canada                                                                     | Gold Cup 2023 - Quarti di finale                                           | -                                                                          | 63’ 96’                                                                    |
| 12-7-2023                                                                  | San Diego                                                                  | Stati Uniti                                                                | 1 – 1 dts (4 – 5 dtr)                                                      | Panama                                                                     | Gold Cup 2023 - Semifinale                                                 | -                                                                          | 63’                                                                        |
| 7-9-2024                                                                   | Kansas City                                                                | Stati Uniti                                                                | 1 – 2                                                                      | Canada                                                                     | Amichevole                                                                 | -                                                                          | 77’                                                                        |
| 10-9-2024                                                                  | Cincinnati                                                                 | Stati Uniti                                                                | 1 – 1                                                                      | Nuova Zelanda                                                              | Amichevole                                                                 | -                                                                          | 86’                                                                        |
| 18-11-2024                                                                 | Saint Louis                                                                | Stati Uniti                                                                | 4 – 2                                                                      | Giamaica                                                                   | CONCACAF Nations League 2024-2025 - Quarti di finale                       | -                                                                          | 78’                                                                        |
| Totale                                                                     |                                                                            | Presenze                                                                   | 11                                                                         |                                                                            | Reti                                                                       | 1                                                                          |                                                                            |

## Palmarès

### Nazionale

#### Nazionali giovanili
- Campionato nordamericano di calcio Under-20: 1

Honduras 2022